# Lars Hultman (fysiker)
Lars Gustav Hultman, född 13 april 1960 i Linköpings församling, Östergötlands län, är en svensk fysiker.

## Biografi
Hultman tillbringade sin gymnasietid vid Berzeliusskolan och avlade civilingenjörsexamen i teknisk fysik och elektroteknik vid Linköpings universitet 1984 samt disputerade där 1988. Därefter gjorde han sin post-doktor vid Northwestern University 1989-1990. Han blev 1999 professor i tunnfilmsfysik vid Linköpings universitet. Hans forskningsområde är framställning av tunna skikt av metaller, halvledare och keramer med särskilda mekaniska eller elektroniska egenskaper. 2004-2006 var han Visiting Profssor vid University of Illinois at Urbana-Champaign.  Sedan 2013 är han VD för Stiftelsen för Strategisk Forskning. Han är sedan 2021 kammarherre. Dock är han fortfarande verksam som professor på Linköpings universitet genom att han har en nolltjänstgöring där. 
Vidare fick Lars Hultman med samarbetspartners stor medial uppmärksamhet, då de var först med att syntetisera guld. Det rörde sig om väldigt väldigt väldigt tunna lager av guld, men det räknades som guld i alla fall. Mer precist rörde sig om grafen-liknande guld, vars namn således blev Guldén.

## Ledmotskap
- Ledamot av Kungliga Vetenskapsakademien (LVA 2009)[5]
- Ledamot av Kungliga Ingenjörsvetenskapsakademien (LIVA 2008)[11]